# Henri Chevreau
 (mars 2019).
Si vous disposez d'ouvrages ou d'articles de référence ou si vous connaissez des sites web de qualité traitant du thème abordé ici, merci de compléter l'article en donnant les références utiles à sa vérifiabilité et en les liant à la section « Notes et références ».
Pour les articles homonymes, voir Chevreau (homonymie).
Julien-Théophile-Henri Chevreau, né le 27 avril 1823 à Belleville (Seine) et mort le 26 mai 1903 à Yerres (Seine-et-Oise), est un fonctionnaire et homme politique français.

## Biographie

### Débuts
Henri Chevreau est le fils de Jean-Henri Chevreau, député de l'Ardèche. Il a un frère, Théophile-Léon Chevreau, député et préfet, et une sœur, Léonie Chevreau, mère du préhistorien Henri Begouën dont le nom est intimement associé aux grottes du Volp (Ariège).
Après un début en littérature, où il publia avec Léon Laurent-Pichat, en 1841, des vers : les Voyageuses. Il tenta, sans succès, d'entrer dans la politique en 1848, mais échoua aux élections pour l'Assemblée constituante, et s'attacha à la fortune de Louis Napoléon Bonaparte, qui, un mois après son élection à la présidence de la République, le nomma préfet de l'Ardèche (10 janvier 1849).

### Carrière sous l'Empire
Après le Coup d'État du 2 décembre 1851, il devint secrétaire général et chef du personnel au ministère de l'Intérieur, membre du conseil général de l'Ardèche, et, la même année, Conseiller d'État en service extraordinaire. 
Ayant été appelé à défendre le budget de l'intérieur devant le Corps législatif (1853), il ne s'acquitta pas de sa tâche au gré de son ministre, Victor de Persigny, fut envoyé comme préfet à Nantes, puis préfet du Rhône ; l'empereur l'appela au Sénat le 15 mars 1865. 
Il fut fait Grand officier de la Légion d'honneur le 13 août 1861.
Le 5 janvier 1870, le ministère Emile Ollivier, ayant exigé la démission d'Haussmann comme Préfet de la Seine, le mit à sa place ; la guerre survint, et lorsque ce même ministère tomba sous le vote d' « incapacité » de la Chambre, Chevreau reçu dans le nouveau cabinet présidé par le comte de Palikao, fut nommé Ministre de l'Intérieur. 
Il s'occupa activement de l'organisation de la garde nationale mobile, mais la révolution du 4 septembre l'obligea à quitter Paris ; il se rendit en Belgique, puis en Angleterre, auprès de l'Impératrice Eugénie. 

### La Troisième République
De retour en France, il tenta de rentrer dans la vie politique, aux élections du 14 octobre 1877, et il se présenta comme candidat conservateur dans la 1re circonscription de Privas (Ardèche), où il échoua. 
Les élections du 14 février 1885 lui furent plus favorables ; il fut élu et siégea à droite, dans le groupe de l'Appel au peuple. Mais tous les élus de l'Ardèche furent invalidés et les électeurs, convoqués à nouveau le 14 février 1886, donnèrent la majorité à la liste républicaine.

### Vie familiale
Il épousa Elise Micard, fille de Jean-Adolphe Micard et nièce d'Ambroise Firmin-Didot, avec qui il eut deux enfants :
- Comte Urbain Chevreau d'Antraigues (1855-1934), marié à Madeleine de Cholet, fille de Henry de Cholet, officier de cavalerie (lui-même fils du comte Jules de Cholet) et de Marie-Charlotte-Armande-Lucie du Pouget de Nadaillac. Il obtient à la cour de Rome de la part du pape Pie IX le titre de comte romain d'Antraigues.
- Henriette Chevreau (1857-1940), mariée au baron Napoléon Gourgaud (1857-1918), fils du député Napoléon Gourgaud et petit-fils du général-baron Gaspard Gourgaud ; ils sont les parents de Napoléon Gourgaud (1881-1944), grand collectionneur et mécène, qui vers 1925 impulsa avec son épouse américaine la création du musée napoléonien de l'île d'Aix.

### Pour approfondir
- « Chevreau (Julien-Théophile-Henri) », dans Adolphe Robert et Gaston Cougny, Dictionnaire des parlementaires français, Edgar Bourloton, 1889-1891 [détail de l’édition] [texte sur Sycomore]
- « Cote LH/525/74 », base Léonore, ministère français de la Culture